# Mwepu Ilunga
Mwepu Ilunga (22. srpna 1949, Belgické Kongo – 8. května 2015 Kinshasa) byl konžský fotbalový obránce. Zemřel 8. května 2015 ve věku 65 let na rakovinu.

## Fotbalová kariéra
Byl členem reprezentace Zairu na Mistrovství světa ve fotbale 1974, nastoupil ve všech třech utkáních. Na klubové úrovni hrál za TP Englebert Lubumbashi/TP Mazembe, se kterým získal v roce 1967 mistrovský titul.